# クルステ・ヴェルコスキ
クルステ・ヴェルコスキ（マケドニア語: Крсте Велкоски、1988年2月20日 - ）は、マケドニア共和国のサッカー選手。元マケドニア共和国代表。ポジションはMFまたはFW。
Kリーグ時代の登録名はヴェルコスキ（ハングル: 벨코스키）。

## クラブ歴
FKラボトニツキで選手となった後、FKメタルルグ・スコピエを経てルーマニアのFCチェアラゥル・ピアトラ・ネアムツに加入した。2010年6月18日にエノシス・ネオン・パラリムニFCに3年契約で加入したが、同年12月14日に同意の上で契約を解除。翌2011年1月にラボトニツキに復帰した。
2014年にFKサラエヴォに2年半契約で移籍。2016年3月に仁川ユナイテッドFCに移籍しKリーグデビューをすると翌年はナコーンラーチャシーマーFCに移籍し、タイ・リーグにも参戦した。2017年夏にサラエヴォに復帰。

## 代表歴
2014年3月5日に行われたラトビア代表との親善試合で代表初出場。